# Petra Kundert
Petra Kundert (* 25. Juni 1980 in Igis, Schweiz) ist eine ehemalige Schweizer Unihockeyspielerin.
Im Jahr 2005 holte sie alle im Unihockey erreichbaren Titel. In der 25-Jahre-Jubiläumsbroschüre «This is Floorball» der IFF wurde Petra Kundert als eine der erfolgreichsten Spielerinnen des 21. Jahrhunderts genannt und dabei als schnelle und talentierte Spielerin beschrieben, die für ihre Winner-Mentalität bekannt gewesen sei und oft auch als beste Unihockeyspielerin der Welt betitelt worden sei.

## Vereinskarriere
Kundert lernte das Unihockeyspiel bei Piranha Chur. Am 10. November 2000 spielte sie das erste Spiel für die Schweizer Nationalmannschaft. 2002 wechselte sie zu den Red Ants Rychenberg Winterthur, bei der sie zur Spitzenspielerin und Topscorerin des Teams wurde. 2003 gewann sie bei den Weltmeisterschaften in Bern Silber mit der Schweizer Nationalmannschaft. 2004 gewann Kundert mit den Red Ants das Double (Schweizer Meister und Cupsieger).
Der Höhepunkt ihrer Karriere war schliesslich 2005: Im Januar gewann sie mit den Red Ants den Europapokal und wurde zur MVP des Turniers gewählt. Sie steuerte im Final zwei der drei Tore sowie einen Assist zum Sieg der Winterthurerinnen bei. Wie im Jahr zuvor holten sich die Red Ants auf nationaler Ebene das Double. Nach Abschluss der nationalen Meisterschaft gewann sie am 6. Juni mit der Schweizer Nationalmannschaft den bis heute einzigen Weltmeistertitel für die Schweiz. Auch hier steuerte Kundert zwei Tore und einen Assist zum 3:4-Finalsieg über Finnland bei und wurde zusammen mit zwei Teamkolleginnen in das Allstar-Team der WM gewählt. Im Dezember wurde Kundert bei den Schweizer Unihockeyawards zur MVP der Saison 2004/05 gewählt.
Nach diesem Erfolgsjahr spielte sie ein weiteres Jahr für die Red Ants und wurde in der kommenden Saison wiederum ins Europacup-Allstar-Team gewählt. Danach nahm sie eines der Angebote aus Schweden wahr und wechselte zu Beginn der Saison 2006/07 zum schwedischen Meister IKSU nach Umeå. Jedoch wechselte sie bereits nach einer halben Saison wieder zurück zu den Red Ants Winterthur. Dreieinhalb Jahre später beendete Kundert ihre Unihockeykarriere im Alter von 29 Jahren.